# Serie A 1981-1982
La Serie A 1981-1982 è stata l'80ª edizione della massima serie del campionato italiano di calcio (la 50ª a girone unico), disputata tra il 13 settembre 1981 e il 16 maggio 1982 e conclusa con la vittoria della Juventus, al suo ventesimo titolo, il secondo consecutivo, potendosi fregiare della seconda stella d'oro a ventiquattro anni di distanza dalla prima.
Capocannoniere del torneo è stato, per la seconda volta consecutiva, Roberto Pruzzo (Roma) con 15 reti.

## Stagione

### Novità
Com'era ormai prassi da qualche anno nei campionati esteri, da questa stagione anche la Serie A diede il via libera agli sponsor di maglia; anche per venire incontro a una situazione debitoria che per vari club, dalla fine del precedente decennio, si era fatta ormai insostenibile. La Lega Nazionale Professionisti permise accordi con un solo marchio pubblicitario per squadra, apposto sul petto e per lo spazio massimo di 100 cm².

### Calciomercato

Dopo undici stagioni in maglia juventina, Franco Causio passò all'Udinese dove fu autore di un positivo campionato sul piano personale, riconquistando la nazionale.

Con la succitata liberalizzazione pubblicitaria, nuovi gruppi imprenditoriali si avvicinarono alla disciplina e il calciomercato si movimentò: anche realtà non di primo piano come l'Udinese e il Cesena potevano ora permettersi, rispettivamente, rinforzi del calibro di Causio o l'ingaggio di affermati giocatori stranieri come l'austriaco Schachner.
La Juventus campione uscente si limitò al piccolo cabotaggio acquistando il promettente sammarinese Bonini e il momentaneamente squalificato Rossi, richiamando in sua vece Virdis. Sull'altra sponda cittadina, fecero ritorno al Torino diversi ex quali Ferri, Dossena e Beruatto: nel difficile tramonto dell'era Pianelli le ristrettezze economiche costrinsero infatti a ripensare le geometrie della squadra granata. Fu così la rinnovata e ambiziosa Fiorentina dei Pontello ad assicurarsi Pecci e Graziani, oltre all'ex juventino Cuccureddu: questi esperti elementi facevano parte di una corposa campagna acquisti che annoverava anche validi giovani quali Vierchowod, Massaro e Monelli.
Meno numerosi gli innesti delle altre candidate al titolo: l'Inter si aggiudicò Bagni, la Roma puntò su Nela per la difesa, il Napoli scelse Benedetti e Palanca.
Il mercato delle provinciali vide il Catanzaro, reduce dal più che positivo precedente campionato, sostituire il summenzionato Palanca col promettente Bivi pescato in Serie C2; l'Ascoli affidò le chiavi della porta al rientrante Brini, anch'egli reduce da un'esperienza in quarta serie; attinse dalle categorie inferiori pure l'Avellino col terzino Favero. L'Udinese, come accennato, scommise sul maturo Causio il quale, smentendo chi ne pronosticava un ormai avviato declino, al contrario in provincia vivrà una «seconda giovinezza» fino a venire eletto migliore giocatore del torneo.
Infine tra le neopromosse spiccarono le manovre delle due blasonate: il Milan, non nascondendo ambizioni d'immediato ritorno ai piani alti della classifica, chiamò al timone Luigi Radice così come in attacco, fallita una trattativa per Zico, ingaggiò lo scozzese Jordan dagli inglesi del Manchester Utd, mentre il Genoa puntò sul nazionale belga Vandereycken.

### Avvenimenti

#### Girone di andata

Da sinistra: i giovani attaccanti Roberto Mancini del Bologna e Giuseppe Galderisi della Juventus, rivelazioni del torneo.

La Juventus partì decisa inanellando sei vittorie di fila, tra cui un 6-1 al debutto al neopromosso Cesena, ma gli equilibri nel girone di andata furono presto modificati da defezioni importanti.
Al neojuventino Rossi fu negato uno sconto di pena per i fatti del Totonero, costringendolo a rinviare il rientro in campo alla successiva primavera; il milanista Franco Baresi fu costretto allo stop dopo quattro giornate poiché affetto da un raro virus; a fine ottobre la Roma perse per infortunio Ancelotti, elemento cardine del suo centrocampo, e, nonostante tra il settimo e l'ottavo turno i capitolini saliranno comunque in testa alla classifica (espugnando peraltro il terreno degli scudettati uscenti), abbandonarono presto la vetta per poi declinare le loro ambizioni tricolori; a inizio novembre lo juventino Bettega si lesionò il ginocchio durante un incontro di Coppa dei Campioni, chiudendo precocemente la stagione; infine al termine dello stesso mese, il capitano viola Antognoni ebbe un violento contrasto di gioco con il portiere del Genoa, Martina, subendo due fratture al cranio che fecero addirittura temere per la vita del calciatore.

Edi Bivi, 12 gol nel Catanzaro che chiuse la migliore stagione della sua storia al settimo posto.

Fiorentina e Juventus si assestarono comunque in testa, e mantennero la vetta senza troppi patemi. Furono i toscani di Giancarlo De Sisti a concludere il girone di andata al primo posto, con un punto di vantaggio. Sul fronte opposto della classifica, la zona salvezza annoverava illustri compagini: incontravano infatti difficoltà il Torino, un Milan troppo sterile in attacco e un traballante Bologna; i felsinei, in particolare, erano sorretti unicamente dalla qualità espressa dal giovane Mancini, uno dei nomi nuovi che si stavano mettendo in mostra in quest'edizione del torneo insieme allo juventino Galderisi, fantasista giocoforza promosso da Giovanni Trapattoni dalla squadra Primavera onde sopperire alla sventura occorsa all'attacco piemontese.

#### Girone di ritorno
Nel girone di ritorno viola e bianconeri allungarono il passo sulle inseguitrici, mantenendo una marcia fatta di continui agganci e allunghi. I torinesi, grazie a una nuova striscia di sei successi consecutivi culminata nel 3-0 con cui violarono l'Olimpico di Roma, si ripresero la vetta solitaria a metà marzo; i gigliati, a loro volta in serie positiva, e passato indenni lo scontro diretto di Firenze, li riagganciarono un mese dopo facendo loro di misura il derby dell'Appennino; ancora la Vecchia Signora riguadagnò la prima piazza alla terz'ultima giornata, vincendo in rimonta 5-1 a Udine nella partita che segnò, inoltre, il ritorno in campo (e al gol) di Rossi; appena la settimana dopo, tuttavia, il passo falso interno contro il Napoli permise un nuovo aggancio dei toscani, a loro volta vittoriosi sui succitati friulani.

La Fiorentina, seconda classificata, tornò a lottare per lo scudetto dopo oltre un decennio, con molti rimpianti per il grave infortunio che la privò del suo leader Giancarlo Antognoni (in piedi, primo da sinistra).

Le due squadre si presentarono dunque al turno conclusivo alla pari, con 44 punti e due trasferte da affrontare. In una volata finale non priva di polemiche, la Fiorentina non riuscì a scardinare la retroguardia di un pericolante Cagliari ancora in lotta per la salvezza, mentre a un quarto d'ora dal termine la Juventus trasformò con l'irlandese Brady, alla sua ultima gara in bianconero, il rigore che permise di battere un pugnace Catanzaro, da par suo, artefice della migliore stagione della sua storia col settimo posto finale, trascinato dalle reti del giovane Bivi il quale chiuse la classifica marcatori al secondo posto, dietro al romanista Roberto Pruzzo capocannoniere per il secondo anno consecutivo.
I bianconeri esorcizzarono così la prospettiva di uno spareggio e si aggiudicarono il loro ventesimo titolo: un successo che passò agli annali sia sul versante sportivo, sancendo la seconda stella per la squadra torinese, sia su quello mediatico poiché il primo colto da una maglia sponsorizzata, data la liberalizzazione d'inizio stagione. A Firenze, l'epilogo del campionato portò lo storico livore anti-juventino della tifoseria viola a uno dei suoi apici ma, al di fuori delle polemiche tra le due fazioni, gli addetti ai lavori individuarono nella prolungata assenza di Antognoni, di fatto leader insostituibile dei viola, l'episodio che precluse loro la strada verso il tricolore; di contro, una Juventus pur privata del bomber Bettega per quasi tutta la stagione trovò nella forza del collettivo la spinta per rimanere ai vertici, aiutata anche dai gol della giovane scoperta Galderisi.

Liam Brady, inseguito da Paolo Rossi (al rientro dopo una lunga squalifica), esulta dopo il penalty realizzato a Catanzaro che, a 15' dal termine del campionato, diede alla Juventus il titolo.

L'ultima giornata fu decisiva anche per conoscere gli esiti di una zona retrocessione, oltremodo affollata, e con il solo Como già rassegnato al declassamento. Con quattro squadre in bilico, i risultati furono a sorpresa fatali per due tra le compagini all'epoca più titolate nell'albo d'oro del campionato: il Bologna, sconfitto nel finale ad Ascoli Piceno, dopo 73 anni retrocesse in Serie B per la prima volta nella sua storia, accompagnato dal Milan (alla sua seconda retrocessione, ma questa volta con il verdetto sancito dal campo) vittorioso sì a Cesena, ma condannato dai concomitanti pareggi del Cagliari contro i gigliati e del Genoa sul campo del Napoli, quest'ultimo giunto a 5' dalla fine. Con la retrocessione dei felsinei, Inter e Juventus rimasero le uniche squadre ad aver partecipato a tutti i campionati di Serie A a girone unico fin lì disputati. Furono i partenopei ad aggiungersi al novero delle squadre qualificate alle coppe europee per l'anno successivo: grazie alla rinuncia degli albanesi del Flamurtari Valona, infatti, gli azzurri occuparono un terzo slot e raggiunsero in Coppa UEFA Fiorentina e Roma.
Lo spirito di gruppo dei neocampioni d'Italia convinse il commissario tecnico della nazionale, Enzo Bearzot, ad affidarsi ancora al Blocco-Juve per il fortunato mondiale di Spagna 1982 alle porte, scommettendo in questo senso sul rientrante Rossi, reduce da tre sole presenze nel finale di campionato, e preferendolo ad altri elementi messisi maggiormente in luce sottorete nell'arco del torneo: su tutti Pruzzo, capocannoniere uscente ma non congeniale alle idee del citì, oltreché Beccalossi, Bivi e Pellegrini.

## Squadre partecipanti
| Club       | Stagione | Città         | Stadio                                                                       | Stagione precedente           |
| ---------- | -------- | ------------- | ---------------------------------------------------------------------------- | ----------------------------- |
| Ascoli     | dettagli | Ascoli Piceno | Stadio Cino e Lillo Del Duca                                                 | 11º posto in Serie A          |
| Avellino   | dettagli | Avellino      | Stadio Partenio                                                              | 10º posto in Serie A          |
| Bologna    | dettagli | Bologna       | Stadio Comunale                                                              | 7º posto in Serie A           |
| Cagliari   | dettagli | Cagliari      | Stadio Sant'Elia                                                             | 6º posto in Serie A           |
| Catanzaro  | dettagli | Catanzaro     | Stadio Comunale                                                              | 8º posto in Serie A           |
| Cesena     | dettagli | Cesena        | Stadio La Fiorita                                                            | 2º posto in Serie B, promosso |
| Como       | dettagli | Como          | Stadio Giuseppe Sinigaglia                                                   | 13º posto in Serie A          |
| Fiorentina | dettagli | Firenze       | Stadio Comunale                                                              | 5º posto in Serie A           |
| Genoa      | dettagli | Genova        | Stadio Luigi Ferraris                                                        | 3º posto in Serie B, promosso |
| Inter      | dettagli | Milano        | Stadio Giuseppe Meazza                                                       | 4º posto in Serie A           |
| Juventus   | dettagli | Torino        | Stadio Comunale di Torino                                                    | 1º posto in Serie A           |
| Milan      | dettagli | Milano        | Stadio Giuseppe Meazza Stadio Marcantonio Bentegodi, Verona (solo 24ª e 25ª) | 1º posto in Serie B, promosso |
| Napoli     | dettagli | Napoli        | Stadio San Paolo                                                             | 3º posto in Serie A           |
| Roma       | dettagli | Roma          | Stadio Olimpico                                                              | 2º posto in Serie A           |
| Torino     | dettagli | Torino        | Stadio Comunale di Torino                                                    | 9º posto in Serie A           |
| Udinese    | dettagli | Udine         | Stadio Friuli                                                                | 12º posto in Serie A          |

## Allenatori e primatisti
| Squadra    | Allenatore                                              | Calciatore più presente                                         | Cannoniere                                    |
| ---------- | ------------------------------------------------------- | --------------------------------------------------------------- | --------------------------------------------- |
| Ascoli     | Carlo Mazzone                                           | Fabio Brini, Fortunato Torrisi (30)                             | Hubert Pircher (6)                            |
| Avellino   | Luís Vinício (1ª-21ª) Claudio Tobia (22ª-30ª)           | Stefano Tacconi, Beniamino Vignola (30)                         | Juary (8)                                     |
| Bologna    | Tarcisio Burgnich (1ª-22ª) Francesco Liguori (23ª-30ª)  | Roberto Mancini (30)                                            | Roberto Mancini (9)                           |
| Cagliari   | Paolo Carosi                                            | Oreste Lamagni, Franco Selvaggi (28)                            | Luigi Piras (9)                               |
| Catanzaro  | Bruno Pace                                              | Antonio Sabato, Sergio Santarini, Alessandro Zaninelli (30)     | Edi Bivi (12)                                 |
| Cesena     | Giovan Battista Fabbri (1ª-15ª) Renato Lucchi (16ª-30ª) | Adriano Piraccini, Angelo Recchi (30)                           | Oliviero Garlini, Walter Schachner (8)        |
| Como       | Giuseppe Marchioro (1ª-14ª) Gianni Seghedoni (15ª-30ª)  | Massimo Mancini (30)                                            | Marco Nicoletti (4)                           |
| Fiorentina | Giancarlo De Sisti                                      | Giovanni Galli, Daniel Bertoni (30)                             | Daniel Bertoni, Francesco Graziani (9)        |
| Genoa      | Luigi Simoni                                            | Silvano Martina, Claudio Testoni (30)                           | Massimo Briaschi (I) (8)                      |
| Inter      | Eugenio Bersellini                                      | Alessandro Altobelli (29)                                       | Alessandro Altobelli, Evaristo Beccalossi (9) |
| Juventus   | Giovanni Trapattoni                                     | Liam Brady, Gaetano Scirea, Pietro Paolo Virdis, Dino Zoff (30) | Pietro Paolo Virdis (9)                       |
| Milan      | Luigi Radice (1ª-16ª) Italo Galbiati (17ª-30ª)          | Sergio Battistini, Ottorino Piotti (30)                         | Roberto Antonelli (4)                         |
| Napoli     | Rino Marchesi                                           | Antonio Criscimanni, Claudio Pellegrini (30)                    | Claudio Pellegrini (11)                       |
| Roma       | Nils Liedholm                                           | Sebastiano Nela, Franco Tancredi (30)                           | Roberto Pruzzo (15)                           |
| Torino     | Massimo Giacomini                                       | Giuseppe Dossena (30)                                           | Alessandro Bonesso (8)                        |
| Udinese    | Enzo Ferrari                                            | Manuel Gerolin (30)                                             | Franco Causio (5)                             |

## Classifica finale
|         | Pos. | Squadra    | Pt | G  | V  | N  | P  | GF | GS | DR  |
| ------- | ---- | ---------- | -- | -- | -- | -- | -- | -- | -- | --- |
|         | 1.   | Juventus   | 46 | 30 | 19 | 8  | 3  | 48 | 14 | +34 |
|         | 2.   | Fiorentina | 45 | 30 | 17 | 11 | 2  | 36 | 17 | +19 |
|         | 3.   | Roma       | 38 | 30 | 15 | 8  | 7  | 40 | 29 | +11 |
| [ N 3 ] | 4.   | Napoli     | 35 | 30 | 10 | 15 | 5  | 31 | 21 | +10 |
| [ N 4 ] | 5.   | Inter      | 35 | 30 | 11 | 13 | 6  | 39 | 34 | +5  |
|         | 6.   | Ascoli     | 32 | 30 | 9  | 14 | 7  | 26 | 21 | +5  |
|         | 7.   | Catanzaro  | 28 | 30 | 9  | 10 | 11 | 25 | 29 | −4  |
|         | 8.   | Avellino   | 27 | 30 | 9  | 9  | 12 | 22 | 26 | -4  |
|         | 9.   | Torino     | 27 | 30 | 8  | 11 | 11 | 25 | 30 | -5  |
|         | 10.  | Cesena     | 27 | 30 | 8  | 11 | 11 | 34 | 41 | -7  |
|         | 11.  | Udinese    | 26 | 30 | 9  | 8  | 13 | 27 | 37 | -10 |
|         | 12.  | Cagliari   | 25 | 30 | 7  | 11 | 12 | 33 | 36 | -3  |
|         | 13.  | Genoa      | 25 | 30 | 6  | 13 | 11 | 24 | 29 | -5  |
|         | 14.  | Milan      | 24 | 30 | 7  | 10 | 13 | 21 | 31 | -10 |
|         | 15.  | Bologna    | 23 | 30 | 6  | 11 | 13 | 25 | 37 | -12 |
|         | 16.  | Como       | 17 | 30 | 3  | 11 | 16 | 18 | 42 | -24 |

Legenda:
      Campione d'Italia e qualificata in Coppa dei Campioni 1982-1983.
      Qualificata in Coppa delle Coppe 1982-1983.
      Qualificate in Coppa UEFA 1982-1983.
      Retrocesse in Serie B 1982-1983.
Regolamento:
Due punti a vittoria, uno a pareggio, zero a sconfitta.
A parità di punti valeva la classifica avulsa, eccetto per l'assegnazione dello scudetto, dove era previsto uno spareggio.

### Squadra campione
| Formazione tipo | Giocatori (presenze)     |
| --- | ------------------------ |
| Zoff Gentile Cabrini Bonini Brio Scirea Marocchino Tardelli Virdis Brady Fanna                                                                                  | Dino Zoff (30)           |
| Zoff Gentile Cabrini Bonini Brio Scirea Marocchino Tardelli Virdis Brady Fanna                                                                                  | Claudio Gentile (27)     |
| Zoff Gentile Cabrini Bonini Brio Scirea Marocchino Tardelli Virdis Brady Fanna                                                                                  | Antonio Cabrini (29)     |
| Zoff Gentile Cabrini Bonini Brio Scirea Marocchino Tardelli Virdis Brady Fanna                                                                                  | Gaetano Scirea (30)      |
| Zoff Gentile Cabrini Bonini Brio Scirea Marocchino Tardelli Virdis Brady Fanna                                                                                  | Sergio Brio (29)         |
| Zoff Gentile Cabrini Bonini Brio Scirea Marocchino Tardelli Virdis Brady Fanna                                                                                  | Marco Tardelli (22)      |
| Zoff Gentile Cabrini Bonini Brio Scirea Marocchino Tardelli Virdis Brady Fanna                                                                                  | Massimo Bonini (28)      |
| Zoff Gentile Cabrini Bonini Brio Scirea Marocchino Tardelli Virdis Brady Fanna                                                                                  | Liam Brady (29)          |
| Zoff Gentile Cabrini Bonini Brio Scirea Marocchino Tardelli Virdis Brady Fanna                                                                                  | Domenico Marocchino (29) |
| Zoff Gentile Cabrini Bonini Brio Scirea Marocchino Tardelli Virdis Brady Fanna                                                                                  | Pietro Fanna (21)        |
| Zoff Gentile Cabrini Bonini Brio Scirea Marocchino Tardelli Virdis Brady Fanna                                                                                  | Pietro Paolo Virdis (30) |
| Altri giocatori: Giuseppe Furino (27), Giuseppe Galderisi (16), Cesare Prandelli (8), Roberto Bettega (7), Carlo Osti (6), Paolo Rossi (3), Roberto Tavola (3). |                          |

## Risultati

### Tabellone
|            | Asc  | Ave  | Bol  | Cag  | Cat  | Ces  | Com  | Fio  | Gen  | Int  | Juv  | Mil  | Nap  | Rom  | Tor  | Udi  |
| ---------- | ---- | ---- | ---- | ---- | ---- | ---- | ---- | ---- | ---- | ---- | ---- | ---- | ---- | ---- | ---- | ---- |
| Ascoli     | –––– | 1-1  | 2-1  | 2-1  | 2-1  | 1-0  | 1-1  | 0-0  | 1-1  | 2-2  | 1-0  | 1-0  | 0-0  | 0-1  | 0-0  | 3-0  |
| Avellino   | 1-0  | –––– | 0-1  | 1-4  | 1-0  | 2-0  | 1-1  | 1-2  | 0-0  | 0-1  | 0-1  | 2-0  | 3-0  | 1-0  | 0-0  | 0-1  |
| Bologna    | 2-1  | 1-0  | –––– | 1-1  | 0-0  | 0-0  | 1-0  | 0-2  | 1-1  | 3-1  | 0-0  | 0-0  | 2-2  | 2-0  | 0-0  | 0-2  |
| Cagliari   | 1-0  | 0-0  | 2-2  | –––– | 2-1  | 1-1  | 2-0  | 0-0  | 2-1  | 1-1  | 0-1  | 1-1  | 1-1  | 2-4  | 1-0  | 1-1  |
| Catanzaro  | 1-0  | 0-0  | 1-0  | 1-0  | –––– | 3-0  | 0-0  | 0-2  | 1-0  | 0-0  | 0-1  | 3-0  | 0-1  | 1-1  | 1-0  | 0-0  |
| Cesena     | 1-1  | 2-0  | 4-1  | 2-1  | 4-1  | –––– | 1-1  | 2-1  | 1-1  | 1-3  | 1-1  | 2-3  | 1-3  | 1-1  | 0-0  | 2-1  |
| Como       | 1-2  | 0-1  | 2-2  | 2-1  | 1-1  | 2-1  | –––– | 1-1  | 1-1  | 1-1  | 0-2  | 2-0  | 0-4  | 0-1  | 0-1  | 0-2  |
| Fiorentina | 0-0  | 1-0  | 1-0  | 1-1  | 1-0  | 1-0  | 1-0  | –––– | 3-2  | 4-2  | 0-0  | 1-0  | 2-1  | 1-0  | 2-1  | 3-0  |
| Genoa      | 0-0  | 0-2  | 1-0  | 1-1  | 2-0  | 0-0  | 1-0  | 0-0  | –––– | 1-1  | 2-1  | 1-2  | 2-0  | 0-1  | 0-1  | 2-1  |
| Inter      | 0-0  | 2-1  | 2-1  | 1-3  | 1-1  | 3-2  | 4-0  | 1-1  | 0-0  | –––– | 0-0  | 2-1  | 1-1  | 3-2  | 1-0  | 1-1  |
| Juventus   | 1-1  | 4-0  | 2-0  | 1-0  | 4-1  | 6-1  | 3-1  | 0-0  | 1-0  | 1-0  | –––– | 3-2  | 0-0  | 0-1  | 4-2  | 1-0  |
| Milan      | 0-0  | 2-1  | 2-1  | 1-0  | 0-1  | 1-0  | 1-1  | 0-0  | 0-0  | 0-1  | 0-1  | –––– | 1-1  | 1-2  | 0-0  | 0-1  |
| Napoli     | 0-0  | 0-0  | 2-0  | 1-0  | 1-1  | 2-2  | 2-0  | 0-1  | 2-2  | 2-0  | 0-0  | 0-1  | –––– | 1-0  | 2-0  | 0-0  |
| Roma       | 2-1  | 0-0  | 3-1  | 2-1  | 2-2  | 0-1  | 2-0  | 2-0  | 1-0  | 3-2  | 0-3  | 1-1  | 1-1  | –––– | 3-0  | 1-1  |
| Torino     | 2-1  | 1-1  | 1-0  | 4-2  | 1-2  | 0-0  | 0-0  | 2-2  | 2-0  | 0-1  | 0-1  | 2-1  | 0-0  | 2-2  | –––– | 1-0  |
| Udinese    | 0-2  | 1-2  | 2-2  | 1-0  | 2-1  | 0-1  | 1-0  | 1-2  | 3-2  | 1-1  | 1-5  | 0-0  | 0-1  | 0-1  | 3-2  | –––– |

### Calendario
Il sorteggio del calendario di Serie A e di Serie B avvenne il 23 luglio 1981. Il Cagliari richiese la riscrittura del calendario, in quanto non sarebbe stata inserita tra le "teste di serie", a loro dire spettante a seguito del piazzamento maturato nel campionato precedente; il presidente della Lega Nazionale Professionisti, Renzo Righetti, invitò i dirigenti della squadra sarda a un confronto: l'eccessivo numero di richieste effettuate dalle diverse squadre, in merito alla compilazione del calendario, nelle prime giornate, aveva costretto a far uscire la squadra rossoblù dal novero delle teste di serie, costringendola a un calendario iniziale impegnativo. Il calendario non venne modificato.
| andata (1ª) | andata (1ª) | Prima giornata   | ritorno (16ª) | ritorno (16ª) |
|             |             |                  |               |               |
| 13 set.     | 1-1         | Bologna-Cagliari | 2-2           | 24 gen.       |
| 13 set.     | 1-0         | Fiorentina-Como  | 1-1           | 24 gen.       |
| 13 set.     | 0-1         | Genoa-Torino     | 0-2           | 24 gen.       |
| 13 set.     | 0-0         | Inter-Ascoli     | 2-2           | 24 gen.       |
| 13 set.     | 6-1         | Juventus-Cesena  | 1-1           | 24 gen.       |
| 13 set.     | 1-1         | Napoli-Catanzaro | 1-0           | 24 gen.       |
| 13 set.     | 0-0         | Roma-Avellino    | 0-1           | 24 gen.       |
| 13 set.     | 0-0         | Udinese-Milan    | 1-0           | 24 gen.       |

| andata (3ª) | andata (3ª) | Terza giornata    | ritorno (18ª) | ritorno (18ª) |
|             |             |                   |               |               |
| 27 set.     | 0-0         | Bologna-Catanzaro | 0-1           | 7 feb.        |
| 28 ott.     | 0-0         | Fiorentina-Ascoli | 0-0           | 7 feb.        |
| 27 set.     | 0-0         | Genoa-Cesena      | 1-1           | 7 feb.        |
| 27 set.     | 1-0         | Inter-Torino      | 1-0           | 7 feb.        |
| 27 set.     | 3-1         | Juventus-Como     | 2-0           | 7 feb.        |
| 27 set.     | 0-1         | Napoli-Milan      | 1-1           | 7 feb.        |
| 27 set.     | 2-1         | Roma-Cagliari     | 4-2           | 7 feb.        |
| 27 set.     | 1-2         | Udinese-Avellino  | 1-0           | 7 feb.        |

| andata (5ª) | andata (5ª) | Quinta giornata     | ritorno (20ª) | ritorno (20ª) |
|             |             |                     |               |               |
| 11 ott.     | 0-0         | Bologna-Milan       | 1-2           | 28 feb.       |
| 11 ott.     | 1-0         | Catanzaro-Ascoli    | 1-2           | 28 feb.       |
| 11 ott.     | 1-0         | Fiorentina-Avellino | 2-1           | 28 feb.       |
| 11 ott.     | 0-1         | Genoa-Roma          | 0-1           | 28 feb.       |
| 11 ott.     | 3-2         | Inter-Cesena        | 3-1           | 28 feb.       |
| 11 ott.     | 1-0         | Juventus-Cagliari   | 1-0           | 28 feb.       |
| 11 ott.     | 2-0         | Napoli-Como         | 4-0           | 28 feb.       |
| 11 ott.     | 3-2         | Udinese-Torino      | 0-1           | 28 feb.       |

| andata (7ª) | andata (7ª) | Settima giornata  | ritorno (22ª) | ritorno (22ª) |
|             |             |                   |               |               |
| 1º nov.     | 1-1         | Ascoli-Como       | 2-1           | 14 mar.       |
| 1º nov.     | 0-0         | Bologna-Cesena    | 1-4           | 14 mar.       |
| 1º nov.     | 3-0         | Catanzaro-Milan   | 1-0           | 14 mar.       |
| 1º nov.     | 2-1         | Fiorentina-Torino | 2-2           | 14 mar.       |
| 1º nov.     | 0-0         | Inter-Genoa       | 1-1           | 14 mar.       |
| 1º nov.     | 0-1         | Juventus-Roma     | 3-0           | 14 mar.       |
| 1º nov.     | 0-0         | Napoli-Avellino   | 0-3           | 14 mar.       |
| 1º nov.     | 1-0         | Udinese-Cagliari  | 1-1           | 14 mar.       |

| andata (9ª) | andata (9ª) | Nona giornata      | ritorno (24ª) | ritorno (24ª) |
|             |             |                    |               |               |
| 22 nov.     | 1-0         | Ascoli-Milan       | 0-0           | 28 mar.       |
| 22 nov.     | 0-0         | Catanzaro-Avellino | 0-1           | 28 mar.       |
| 22 nov.     | 0-0         | Cesena-Torino      | 0-0           | 28 mar.       |
| 22 nov.     | 2-1         | Como-Cagliari      | 0-2           | 28 mar.       |
| 22 nov.     | 3-2         | Fiorentina-Genoa   | 0-0           | 28 mar.       |
| 22 nov.     | 3-2         | Inter-Roma         | 2-3           | 28 mar.       |
| 22 nov.     | 2-0         | Juventus-Bologna   | 0-0           | 28 mar.       |
| 22 nov.     | 0-0         | Napoli-Udinese     | 1-0           | 28 mar.       |

| andata (11ª) | andata (11ª) | Undicesima giornata | ritorno (26ª) | ritorno (26ª) |
|              |              |                     |               |               |
| 13 dic.      | 1-0          | Ascoli-Juventus     | 1-1           | 18 apr.       |
| 13 dic.      | 0-2          | Bologna-Fiorentina  | 0-1           | 18 apr.       |
| 13 dic.      | 1-1          | Cagliari-Cesena     | 1-2           | 18 apr.       |
| 13 gen.      | 1-1          | Catanzaro-Roma      | 2-2           | 18 apr.       |
| 13 dic.      | 0-2          | Como-Udinese        | 0-1           | 18 apr.       |
| 13 dic.      | 0-0          | Milan-Genoa         | 2-1           | 18 apr.       |
| 13 dic.      | 2-0          | Napoli-Inter        | 1-1           | 18 apr.       |
| 13 dic.      | 1-1          | Torino-Avellino     | 0-0           | 18 apr.       |

| andata (13ª) | andata (13ª) | Tredicesima giornata | ritorno (28ª) | ritorno (28ª) |
|              |              |                      |               |               |
| 3 gen.       | 0-0          | Ascoli-Torino        | 1-2           | 2 mag.        |
| 3 gen.       | 1-1          | Bologna-Genoa        | 0-1           | 2 mag.        |
| 3 gen.       | 3-0          | Catanzaro-Cesena     | 1-4           | 2 mag.        |
| 3 gen.       | 0-1          | Como-Avellino        | 1-1           | 2 mag.        |
| 3 gen.       | 4-2          | Fiorentina-Inter     | 1-1           | 2 mag.        |
| 3 gen.       | 1-0          | Juventus-Udinese     | 5-1           | 2 mag.        |
| 3 gen.       | 1-0          | Milan-Cagliari       | 1-1           | 2 mag.        |
| 3 gen.       | 1-0          | Napoli-Roma          | 1-1           | 2 mag.        |

| andata (15ª) | andata (15ª) | Quindicesima giornata | ritorno (30ª) | ritorno (30ª) |
|              |              |                       |               |               |
| 17 gen.      | 0-1          | Avellino-Inter        | 1-2           | 16 mag.       |
| 17 gen.      | 2-1          | Bologna-Ascoli        | 1-2           | 16 mag.       |
| 17 gen.      | 0-1          | Como-Torino           | 0-0           | 16 mag.       |
| 17 gen.      | 1-1          | Fiorentina-Cagliari   | 0-0           | 16 mag.       |
| 17 gen.      | 2-0          | Genoa-Napoli          | 2-2           | 16 mag.       |
| 17 gen.      | 4-1          | Juventus-Catanzaro    | 1-0           | 16 mag.       |
| 17 gen.      | 1-0          | Milan-Cesena          | 3-2           | 16 mag.       |
| 17 gen.      | 1-1          | Roma-Udinese          | 1-0           | 16 mag.       |

| andata (2ª) | andata (2ª) | Seconda giornata  | ritorno (17ª) | ritorno (17ª) |
|             |             |                   |               |               |
| 20 set.     | 3-0         | Ascoli-Udinese    | 2-0           | 31 gen.       |
| 20 set.     | 0-1         | Avellino-Juventus | 0-4           | 31 gen.       |
| 20 set.     | 1-1         | Cagliari-Napoli   | 0-1           | 31 gen.       |
| 20 set.     | 0-0         | Catanzaro-Inter   | 1-1           | 31 gen.       |
| 20 set.     | 1-1         | Cesena-Roma       | 1-0           | 31 gen.       |
| 20 set.     | 1-1         | Como-Genoa        | 0-1           | 31 gen.       |
| 20 set.     | 0-0         | Milan-Fiorentina  | 0-1           | 31 gen.       |
| 20 set.     | 1-0         | Torino-Bologna    | 0-0           | 31 gen.       |

| andata (4ª) | andata (4ª) | Quarta giornata      | ritorno (19ª) | ritorno (19ª) |
|             |             |                      |               |               |
| 4 ott.      | 0-0         | Ascoli-Napoli        | 0-0           | 14 feb.       |
| 4 ott.      | 0-0         | Avellino-Genoa       | 2-0           | 14 feb.       |
| 4 ott.      | 1-1         | Cagliari-Inter       | 3-1           | 14 feb.       |
| 4 ott.      | 0-2         | Catanzaro-Fiorentina | 0-1           | 14 feb.       |
| 4 ott.      | 2-1         | Cesena-Udinese       | 1-0           | 14 feb.       |
| 4 ott.      | 2-2         | Como-Bologna         | 0-1           | 14 feb.       |
| 4 ott.      | 0-1         | Milan-Juventus       | 2-3           | 14 feb.       |
| 4 ott.      | 2-2         | Torino-Roma          | 0-3           | 14 feb.       |

| andata (6ª) | andata (6ª) | Sesta giornata   | ritorno (21ª) | ritorno (21ª) |
|             |             |                  |               |               |
| 25 ott.     | 0-1         | Avellino-Bologna | 0-1           | 7 mar.        |
| 25 ott.     | 1-0         | Cagliari-Ascoli  | 1-2           | 7 mar.        |
| 25 ott.     | 1-3         | Cesena-Napoli    | 2-2           | 7 mar.        |
| 25 ott.     | 1-1         | Como-Catanzaro   | 0-0           | 7 mar.        |
| 25 ott.     | 2-1         | Genoa-Udinese    | 2-3           | 7 mar.        |
| 25 ott.     | 0-1         | Milan-Inter      | 1-2           | 7 mar.        |
| 25 ott.     | 2-0         | Roma-Fiorentina  | 0-1           | 7 mar.        |
| 25 ott.     | 0-1         | Torino-Juventus  | 2-4           | 7 mar.        |

| andata (8ª) | andata (8ª) | Ottava giornata    | ritorno (23ª) | ritorno (23ª) |
|             |             |                    |               |               |
| 8 nov.      | 1-0         | Avellino-Ascoli    | 1-1           | 21 mar.       |
| 8 nov.      | 2-1         | Cagliari-Catanzaro | 0-1           | 21 mar.       |
| 8 nov.      | 2-1         | Cesena-Fiorentina  | 0-1           | 21 mar.       |
| 8 nov.      | 2-1         | Genoa-Juventus     | 0-1           | 21 mar.       |
| 8 nov.      | 1-1         | Milan-Como         | 0-2           | 21 mar.       |
| 8 nov.      | 3-1         | Roma-Bologna       | 0-2           | 21 mar.       |
| 8 nov.      | 0-0         | Torino-Napoli      | 0-2           | 21 mar.       |
| 8 nov.      | 1-1         | Udinese-Inter      | 1-1           | 21 mar.       |

| andata (10ª) | andata (10ª) | Decima giornata     | ritorno (25ª) | ritorno (25ª) |
|              |              |                     |               |               |
| 29 nov.      | 2-0          | Avellino-Cesena     | 0-2           | 4 apr.        |
| 29 nov.      | 2-2          | Bologna-Napoli      | 0-2           | 4 apr.        |
| 29 nov.      | 1-0          | Cagliari-Torino     | 2-4           | 4 apr.        |
| 29 nov.      | 0-0          | Genoa-Ascoli        | 1-1           | 4 apr.        |
| 29 nov.      | 4-0          | Inter-Como          | 1-1           | 4 apr.        |
| 29 nov.      | 0-0          | Juventus-Fiorentina | 0-0           | 4 apr.        |
| 29 nov.      | 1-1          | Roma-Milan          | 2-1           | 4 apr.        |
| 29 nov.      | 2-1          | Udinese-Catanzaro   | 0-0           | 4 apr.        |

| andata (12ª) | andata (12ª) | Dodicesima giornata | ritorno (27ª) | ritorno (27ª) |
|              |              |                     |               |               |
| 20 dic.      | 2-0          | Avellino-Milan      | 1-2           | 25 apr.       |
| 20 dic.      | 1-1          | Cesena-Ascoli       | 0-1           | 25 apr.       |
| 20 dic.      | 2-1          | Fiorentina-Napoli   | 1-0           | 25 apr.       |
| 20 dic.      | 1-1          | Genoa-Cagliari      | 1-2           | 25 apr.       |
| 20 dic.      | 0-0          | Inter-Juventus      | 0-1           | 25 apr.       |
| 20 dic.      | 2-0          | Roma-Como           | 1-0           | 25 apr.       |
| 20 dic.      | 1-2          | Torino-Catanzaro    | 0-1           | 25 apr.       |
| 20 dic.      | 2-2          | Udinese-Bologna     | 2-0           | 25 apr.       |

| andata (14ª) | andata (14ª) | Quattordicesima giornata | ritorno (29ª) | ritorno (29ª) |
|              |              |                          |               |               |
| 10 gen.      | 0-1          | Ascoli-Roma              | 1-2           | 9 mag.        |
| 10 gen.      | 0-0          | Cagliari-Avellino        | 4-1           | 9 mag.        |
| 10 gen.      | 1-0          | Catanzaro-Genoa          | 0-2           | 9 mag.        |
| 10 gen.      | 1-1          | Cesena-Como              | 1-2           | 9 mag.        |
| 10 gen.      | 2-1          | Inter-Bologna            | 1-3           | 9 mag.        |
| 10 gen.      | 0-0          | Napoli-Juventus          | 0-0           | 9 mag.        |
| 10 gen.      | 2-1          | Torino-Milan             | 0-0           | 9 mag.        |
| 10 gen.      | 1-2          | Udinese-Fiorentina       | 0-3           | 9 mag.        |

| andata (1ª) | andata (1ª) | Prima giornata   | ritorno (16ª) | ritorno (16ª) |
|             |             |                  |               |               |
| 13 set.     | 1-1         | Bologna-Cagliari | 2-2           | 24 gen.       |
| 13 set.     | 1-0         | Fiorentina-Como  | 1-1           | 24 gen.       |
| 13 set.     | 0-1         | Genoa-Torino     | 0-2           | 24 gen.       |
| 13 set.     | 0-0         | Inter-Ascoli     | 2-2           | 24 gen.       |
| 13 set.     | 6-1         | Juventus-Cesena  | 1-1           | 24 gen.       |
| 13 set.     | 1-1         | Napoli-Catanzaro | 1-0           | 24 gen.       |
| 13 set.     | 0-0         | Roma-Avellino    | 0-1           | 24 gen.       |
| 13 set.     | 0-0         | Udinese-Milan    | 1-0           | 24 gen.       |

| andata (3ª) | andata (3ª) | Terza giornata    | ritorno (18ª) | ritorno (18ª) |
|             |             |                   |               |               |
| 27 set.     | 0-0         | Bologna-Catanzaro | 0-1           | 7 feb.        |
| 28 ott.     | 0-0         | Fiorentina-Ascoli | 0-0           | 7 feb.        |
| 27 set.     | 0-0         | Genoa-Cesena      | 1-1           | 7 feb.        |
| 27 set.     | 1-0         | Inter-Torino      | 1-0           | 7 feb.        |
| 27 set.     | 3-1         | Juventus-Como     | 2-0           | 7 feb.        |
| 27 set.     | 0-1         | Napoli-Milan      | 1-1           | 7 feb.        |
| 27 set.     | 2-1         | Roma-Cagliari     | 4-2           | 7 feb.        |
| 27 set.     | 1-2         | Udinese-Avellino  | 1-0           | 7 feb.        |

| andata (5ª) | andata (5ª) | Quinta giornata     | ritorno (20ª) | ritorno (20ª) |
|             |             |                     |               |               |
| 11 ott.     | 0-0         | Bologna-Milan       | 1-2           | 28 feb.       |
| 11 ott.     | 1-0         | Catanzaro-Ascoli    | 1-2           | 28 feb.       |
| 11 ott.     | 1-0         | Fiorentina-Avellino | 2-1           | 28 feb.       |
| 11 ott.     | 0-1         | Genoa-Roma          | 0-1           | 28 feb.       |
| 11 ott.     | 3-2         | Inter-Cesena        | 3-1           | 28 feb.       |
| 11 ott.     | 1-0         | Juventus-Cagliari   | 1-0           | 28 feb.       |
| 11 ott.     | 2-0         | Napoli-Como         | 4-0           | 28 feb.       |
| 11 ott.     | 3-2         | Udinese-Torino      | 0-1           | 28 feb.       |

| andata (7ª) | andata (7ª) | Settima giornata  | ritorno (22ª) | ritorno (22ª) |
|             |             |                   |               |               |
| 1º nov.     | 1-1         | Ascoli-Como       | 2-1           | 14 mar.       |
| 1º nov.     | 0-0         | Bologna-Cesena    | 1-4           | 14 mar.       |
| 1º nov.     | 3-0         | Catanzaro-Milan   | 1-0           | 14 mar.       |
| 1º nov.     | 2-1         | Fiorentina-Torino | 2-2           | 14 mar.       |
| 1º nov.     | 0-0         | Inter-Genoa       | 1-1           | 14 mar.       |
| 1º nov.     | 0-1         | Juventus-Roma     | 3-0           | 14 mar.       |
| 1º nov.     | 0-0         | Napoli-Avellino   | 0-3           | 14 mar.       |
| 1º nov.     | 1-0         | Udinese-Cagliari  | 1-1           | 14 mar.       |

| andata (9ª) | andata (9ª) | Nona giornata      | ritorno (24ª) | ritorno (24ª) |
|             |             |                    |               |               |
| 22 nov.     | 1-0         | Ascoli-Milan       | 0-0           | 28 mar.       |
| 22 nov.     | 0-0         | Catanzaro-Avellino | 0-1           | 28 mar.       |
| 22 nov.     | 0-0         | Cesena-Torino      | 0-0           | 28 mar.       |
| 22 nov.     | 2-1         | Como-Cagliari      | 0-2           | 28 mar.       |
| 22 nov.     | 3-2         | Fiorentina-Genoa   | 0-0           | 28 mar.       |
| 22 nov.     | 3-2         | Inter-Roma         | 2-3           | 28 mar.       |
| 22 nov.     | 2-0         | Juventus-Bologna   | 0-0           | 28 mar.       |
| 22 nov.     | 0-0         | Napoli-Udinese     | 1-0           | 28 mar.       |

| andata (11ª) | andata (11ª) | Undicesima giornata | ritorno (26ª) | ritorno (26ª) |
|              |              |                     |               |               |
| 13 dic.      | 1-0          | Ascoli-Juventus     | 1-1           | 18 apr.       |
| 13 dic.      | 0-2          | Bologna-Fiorentina  | 0-1           | 18 apr.       |
| 13 dic.      | 1-1          | Cagliari-Cesena     | 1-2           | 18 apr.       |
| 13 gen.      | 1-1          | Catanzaro-Roma      | 2-2           | 18 apr.       |
| 13 dic.      | 0-2          | Como-Udinese        | 0-1           | 18 apr.       |
| 13 dic.      | 0-0          | Milan-Genoa         | 2-1           | 18 apr.       |
| 13 dic.      | 2-0          | Napoli-Inter        | 1-1           | 18 apr.       |
| 13 dic.      | 1-1          | Torino-Avellino     | 0-0           | 18 apr.       |

| andata (13ª) | andata (13ª) | Tredicesima giornata | ritorno (28ª) | ritorno (28ª) |
|              |              |                      |               |               |
| 3 gen.       | 0-0          | Ascoli-Torino        | 1-2           | 2 mag.        |
| 3 gen.       | 1-1          | Bologna-Genoa        | 0-1           | 2 mag.        |
| 3 gen.       | 3-0          | Catanzaro-Cesena     | 1-4           | 2 mag.        |
| 3 gen.       | 0-1          | Como-Avellino        | 1-1           | 2 mag.        |
| 3 gen.       | 4-2          | Fiorentina-Inter     | 1-1           | 2 mag.        |
| 3 gen.       | 1-0          | Juventus-Udinese     | 5-1           | 2 mag.        |
| 3 gen.       | 1-0          | Milan-Cagliari       | 1-1           | 2 mag.        |
| 3 gen.       | 1-0          | Napoli-Roma          | 1-1           | 2 mag.        |

| andata (15ª) | andata (15ª) | Quindicesima giornata | ritorno (30ª) | ritorno (30ª) |
|              |              |                       |               |               |
| 17 gen.      | 0-1          | Avellino-Inter        | 1-2           | 16 mag.       |
| 17 gen.      | 2-1          | Bologna-Ascoli        | 1-2           | 16 mag.       |
| 17 gen.      | 0-1          | Como-Torino           | 0-0           | 16 mag.       |
| 17 gen.      | 1-1          | Fiorentina-Cagliari   | 0-0           | 16 mag.       |
| 17 gen.      | 2-0          | Genoa-Napoli          | 2-2           | 16 mag.       |
| 17 gen.      | 4-1          | Juventus-Catanzaro    | 1-0           | 16 mag.       |
| 17 gen.      | 1-0          | Milan-Cesena          | 3-2           | 16 mag.       |
| 17 gen.      | 1-1          | Roma-Udinese          | 1-0           | 16 mag.       |

| andata (2ª) | andata (2ª) | Seconda giornata  | ritorno (17ª) | ritorno (17ª) |
|             |             |                   |               |               |
| 20 set.     | 3-0         | Ascoli-Udinese    | 2-0           | 31 gen.       |
| 20 set.     | 0-1         | Avellino-Juventus | 0-4           | 31 gen.       |
| 20 set.     | 1-1         | Cagliari-Napoli   | 0-1           | 31 gen.       |
| 20 set.     | 0-0         | Catanzaro-Inter   | 1-1           | 31 gen.       |
| 20 set.     | 1-1         | Cesena-Roma       | 1-0           | 31 gen.       |
| 20 set.     | 1-1         | Como-Genoa        | 0-1           | 31 gen.       |
| 20 set.     | 0-0         | Milan-Fiorentina  | 0-1           | 31 gen.       |
| 20 set.     | 1-0         | Torino-Bologna    | 0-0           | 31 gen.       |

| andata (4ª) | andata (4ª) | Quarta giornata      | ritorno (19ª) | ritorno (19ª) |
|             |             |                      |               |               |
| 4 ott.      | 0-0         | Ascoli-Napoli        | 0-0           | 14 feb.       |
| 4 ott.      | 0-0         | Avellino-Genoa       | 2-0           | 14 feb.       |
| 4 ott.      | 1-1         | Cagliari-Inter       | 3-1           | 14 feb.       |
| 4 ott.      | 0-2         | Catanzaro-Fiorentina | 0-1           | 14 feb.       |
| 4 ott.      | 2-1         | Cesena-Udinese       | 1-0           | 14 feb.       |
| 4 ott.      | 2-2         | Como-Bologna         | 0-1           | 14 feb.       |
| 4 ott.      | 0-1         | Milan-Juventus       | 2-3           | 14 feb.       |
| 4 ott.      | 2-2         | Torino-Roma          | 0-3           | 14 feb.       |

| andata (6ª) | andata (6ª) | Sesta giornata   | ritorno (21ª) | ritorno (21ª) |
|             |             |                  |               |               |
| 25 ott.     | 0-1         | Avellino-Bologna | 0-1           | 7 mar.        |
| 25 ott.     | 1-0         | Cagliari-Ascoli  | 1-2           | 7 mar.        |
| 25 ott.     | 1-3         | Cesena-Napoli    | 2-2           | 7 mar.        |
| 25 ott.     | 1-1         | Como-Catanzaro   | 0-0           | 7 mar.        |
| 25 ott.     | 2-1         | Genoa-Udinese    | 2-3           | 7 mar.        |
| 25 ott.     | 0-1         | Milan-Inter      | 1-2           | 7 mar.        |
| 25 ott.     | 2-0         | Roma-Fiorentina  | 0-1           | 7 mar.        |
| 25 ott.     | 0-1         | Torino-Juventus  | 2-4           | 7 mar.        |

| andata (8ª) | andata (8ª) | Ottava giornata    | ritorno (23ª) | ritorno (23ª) |
|             |             |                    |               |               |
| 8 nov.      | 1-0         | Avellino-Ascoli    | 1-1           | 21 mar.       |
| 8 nov.      | 2-1         | Cagliari-Catanzaro | 0-1           | 21 mar.       |
| 8 nov.      | 2-1         | Cesena-Fiorentina  | 0-1           | 21 mar.       |
| 8 nov.      | 2-1         | Genoa-Juventus     | 0-1           | 21 mar.       |
| 8 nov.      | 1-1         | Milan-Como         | 0-2           | 21 mar.       |
| 8 nov.      | 3-1         | Roma-Bologna       | 0-2           | 21 mar.       |
| 8 nov.      | 0-0         | Torino-Napoli      | 0-2           | 21 mar.       |
| 8 nov.      | 1-1         | Udinese-Inter      | 1-1           | 21 mar.       |

| andata (10ª) | andata (10ª) | Decima giornata     | ritorno (25ª) | ritorno (25ª) |
|              |              |                     |               |               |
| 29 nov.      | 2-0          | Avellino-Cesena     | 0-2           | 4 apr.        |
| 29 nov.      | 2-2          | Bologna-Napoli      | 0-2           | 4 apr.        |
| 29 nov.      | 1-0          | Cagliari-Torino     | 2-4           | 4 apr.        |
| 29 nov.      | 0-0          | Genoa-Ascoli        | 1-1           | 4 apr.        |
| 29 nov.      | 4-0          | Inter-Como          | 1-1           | 4 apr.        |
| 29 nov.      | 0-0          | Juventus-Fiorentina | 0-0           | 4 apr.        |
| 29 nov.      | 1-1          | Roma-Milan          | 2-1           | 4 apr.        |
| 29 nov.      | 2-1          | Udinese-Catanzaro   | 0-0           | 4 apr.        |

| andata (12ª) | andata (12ª) | Dodicesima giornata | ritorno (27ª) | ritorno (27ª) |
|              |              |                     |               |               |
| 20 dic.      | 2-0          | Avellino-Milan      | 1-2           | 25 apr.       |
| 20 dic.      | 1-1          | Cesena-Ascoli       | 0-1           | 25 apr.       |
| 20 dic.      | 2-1          | Fiorentina-Napoli   | 1-0           | 25 apr.       |
| 20 dic.      | 1-1          | Genoa-Cagliari      | 1-2           | 25 apr.       |
| 20 dic.      | 0-0          | Inter-Juventus      | 0-1           | 25 apr.       |
| 20 dic.      | 2-0          | Roma-Como           | 1-0           | 25 apr.       |
| 20 dic.      | 1-2          | Torino-Catanzaro    | 0-1           | 25 apr.       |
| 20 dic.      | 2-2          | Udinese-Bologna     | 2-0           | 25 apr.       |

| andata (14ª) | andata (14ª) | Quattordicesima giornata | ritorno (29ª) | ritorno (29ª) |
|              |              |                          |               |               |
| 10 gen.      | 0-1          | Ascoli-Roma              | 1-2           | 9 mag.        |
| 10 gen.      | 0-0          | Cagliari-Avellino        | 4-1           | 9 mag.        |
| 10 gen.      | 1-0          | Catanzaro-Genoa          | 0-2           | 9 mag.        |
| 10 gen.      | 1-1          | Cesena-Como              | 1-2           | 9 mag.        |
| 10 gen.      | 2-1          | Inter-Bologna            | 1-3           | 9 mag.        |
| 10 gen.      | 0-0          | Napoli-Juventus          | 0-0           | 9 mag.        |
| 10 gen.      | 2-1          | Torino-Milan             | 0-0           | 9 mag.        |
| 10 gen.      | 1-2          | Udinese-Fiorentina       | 0-3           | 9 mag.        |

## Statistiche

### Squadre

#### Capoliste solitarie
|    | —— | ——       | ——       | ——       | ——       | ——       | ——  | ——  | ——  | ——  | ——  | ——         | ——         | ——         | ——         | ——         | ——  | ——  | ——  | ——  | ——       | ——       | ——       | ——       | ——  | ——  | ——  | ——  | ——  | —— |  |
|    |    | Juventus | Juventus | Juventus | Juventus | Juventus | Rom | Juv |     |     |     | Fiorentina | Fiorentina | Fiorentina | Fiorentina | Fiorentina |     |     |     |     | Juventus | Juventus | Juventus | Juventus |     |     | Juv |     | Juv |    |  |
|    |    |          |          |          |          |          |     |     |     |     |     |            |            |            |            |            |     |     |     |     |          |          |          |          |     |     |     |     |     |    |  |
|    |    |          |          |          |          |          |     |     |     |     |     |            |            |            |            |            |     |     |     |     |          |          |          |          |     |     |     |     |     |    |  |
| 1ª | 2ª | 3ª       | 4ª       | 5ª       | 6ª       | 7ª       | 8ª  | 9ª  | 10ª | 11ª | 12ª | 13ª        | 14ª        | 15ª        | 16ª        | 17ª        | 18ª | 19ª | 20ª | 21ª | 22ª      | 23ª      | 24ª      | 25ª      | 26ª | 27ª | 28ª | 29ª | 30ª |    |  |

#### Classifica in divenire
| [ 44 ]     | 1ª | 2ª | 3ª | 4ª | 5ª | 6ª | 7ª | 8ª | 9ª | 10ª | 11ª | 12ª | 13ª | 14ª | 15ª | 16ª | 17ª | 18ª | 19ª | 20ª | 21ª | 22ª | 23ª | 24ª | 25ª | 26ª | 27ª | 28ª | 29ª | 30ª |
| [ 44 ]     |    |    |    |    |    |    |    |    |    |     |     |     |     |     |     |     |     |     |     |     |     |     |     |     |     |     |     |     |     |     |
| ---------- | -- | -- | -- | -- | -- | -- | -- | -- | -- | --- | --- | --- | --- | --- | --- | --- | --- | --- | --- | --- | --- | --- | --- | --- | --- | --- | --- | --- | --- | --- |
| Ascoli     | 1  | 3  | 4  | 5  | 5  | 5  | 6  | 6  | 8  | 9   | 11  | 12  | 13  | 13  | 13  | 14  | 16  | 17  | 18  | 20  | 22  | 24  | 25  | 26  | 27  | 28  | 30  | 30  | 30  | 32  |
| Avellino   | 1  | 1  | 3  | 4  | 4  | 4  | 5  | 7  | 8  | 10  | 11  | 13  | 15  | 16  | 16  | 18  | 18  | 18  | 20  | 20  | 20  | 22  | 23  | 25  | 25  | 26  | 26  | 27  | 27  | 27  |
| Bologna    | 1  | 1  | 2  | 3  | 4  | 6  | 7  | 7  | 7  | 8   | 8   | 9   | 10  | 10  | 12  | 13  | 14  | 14  | 16  | 16  | 18  | 18  | 20  | 21  | 21  | 21  | 21  | 21  | 23  | 23  |
| Cagliari   | 1  | 2  | 2  | 3  | 3  | 5  | 5  | 7  | 7  | 9   | 10  | 11  | 11  | 12  | 13  | 14  | 14  | 14  | 16  | 16  | 16  | 17  | 17  | 19  | 19  | 19  | 21  | 22  | 24  | 25  |
| Catanzaro  | 1  | 2  | 3  | 3  | 5  | 6  | 8  | 8  | 9  | 9   | 10  | 12  | 14  | 16  | 16  | 16  | 17  | 19  | 19  | 19  | 20  | 22  | 24  | 24  | 25  | 26  | 28  | 28  | 28  | 28  |
| Cesena     | 0  | 1  | 2  | 4  | 4  | 4  | 5  | 7  | 8  | 8   | 9   | 10  | 10  | 11  | 11  | 12  | 14  | 15  | 17  | 17  | 18  | 20  | 20  | 21  | 23  | 25  | 25  | 27  | 27  | 27  |
| Como       | 0  | 1  | 1  | 2  | 2  | 3  | 4  | 5  | 7  | 7   | 7   | 7   | 7   | 8   | 8   | 9   | 9   | 9   | 9   | 9   | 10  | 10  | 12  | 12  | 13  | 13  | 13  | 14  | 16  | 17  |
| Fiorentina | 2  | 3  | 4  | 6  | 8  | 8  | 10 | 10 | 12 | 13  | 15  | 17  | 19  | 21  | 22  | 23  | 25  | 26  | 28  | 30  | 32  | 33  | 35  | 36  | 37  | 39  | 41  | 42  | 44  | 45  |
| Genoa      | 0  | 1  | 2  | 3  | 3  | 5  | 6  | 8  | 8  | 9   | 10  | 11  | 12  | 12  | 14  | 14  | 16  | 17  | 17  | 17  | 17  | 18  | 18  | 19  | 20  | 20  | 20  | 22  | 24  | 25  |
| Inter      | 1  | 2  | 4  | 5  | 7  | 9  | 10 | 11 | 13 | 15  | 15  | 16  | 16  | 18  | 20  | 21  | 22  | 24  | 24  | 26  | 28  | 29  | 30  | 30  | 31  | 32  | 32  | 33  | 33  | 35  |
| Juventus   | 2  | 4  | 6  | 8  | 10 | 12 | 12 | 12 | 14 | 15  | 15  | 16  | 18  | 19  | 21  | 22  | 24  | 26  | 28  | 30  | 32  | 34  | 36  | 37  | 38  | 39  | 41  | 43  | 44  | 46  |
| Milan      | 1  | 2  | 4  | 4  | 5  | 5  | 5  | 6  | 6  | 7   | 8   | 8   | 10  | 10  | 12  | 12  | 12  | 13  | 13  | 15  | 15  | 15  | 15  | 16  | 16  | 18  | 20  | 21  | 22  | 24  |
| Napoli     | 1  | 2  | 2  | 3  | 5  | 7  | 8  | 9  | 10 | 11  | 13  | 13  | 15  | 16  | 16  | 18  | 20  | 21  | 22  | 24  | 25  | 25  | 27  | 29  | 31  | 32  | 32  | 33  | 34  | 35  |
| Roma       | 1  | 2  | 4  | 5  | 7  | 9  | 11 | 13 | 13 | 14  | 15  | 17  | 17  | 19  | 20  | 20  | 20  | 22  | 24  | 26  | 26  | 26  | 26  | 28  | 30  | 31  | 33  | 34  | 36  | 38  |
| Torino     | 2  | 4  | 4  | 5  | 5  | 5  | 5  | 6  | 7  | 7   | 8   | 8   | 9   | 11  | 13  | 15  | 16  | 16  | 16  | 18  | 18  | 19  | 19  | 20  | 22  | 23  | 23  | 25  | 26  | 27  |
| Udinese    | 1  | 1  | 1  | 1  | 3  | 3  | 5  | 6  | 7  | 9   | 11  | 12  | 12  | 12  | 13  | 15  | 15  | 17  | 17  | 17  | 19  | 20  | 21  | 21  | 22  | 24  | 26  | 26  | 26  | 26  |

#### Classifiche di rendimento

##### Rendimento andata-ritorno
| Andata     | Andata | Ritorno    | Ritorno |
|            |        |            |         |
| Fiorentina | 22     | Juventus   | 25      |
| Juventus   | 21     | Fiorentina | 23      |
| Inter      | 20     | Ascoli     | 19      |
| Roma       | 20     | Napoli     | 19      |
| Avellino   | 16     | Roma       | 18      |
| Catanzaro  | 16     | Cesena     | 16      |
| Napoli     | 16     | Inter      | 15      |
| Genoa      | 14     | Torino     | 14      |
| Ascoli     | 13     | Udinese    | 13      |
| Cagliari   | 13     | Cagliari   | 12      |
| Torino     | 13     | Catanzaro  | 12      |
| Udinese    | 13     | Milan      | 12      |
| Bologna    | 12     | Avellino   | 11      |
| Milan      | 12     | Bologna    | 11      |
| Cesena     | 11     | Genoa      | 11      |
| Como       | 8      | Como       | 9       |

##### Rendimento casa-trasferta
| Casa       | Casa | Trasferta  | Trasferta |
|            |      |            |           |
| Fiorentina | 27   | Juventus   | 21        |
| Juventus   | 25   | Fiorentina | 18        |
| Ascoli     | 21   | Roma       | 17        |
| Inter      | 21   | Napoli     | 16        |
| Roma       | 21   | Inter      | 14        |
| Catanzaro  | 19   | Udinese    | 13        |
| Napoli     | 19   | Avellino   | 12        |
| Bologna    | 18   | Ascoli     | 11        |
| Cagliari   | 18   | Milan      | 10        |
| Cesena     | 18   | Catanzaro  | 9         |
| Torino     | 18   | Cesena     | 9         |
| Genoa      | 17   | Torino     | 9         |
| Avellino   | 15   | Genoa      | 8         |
| Milan      | 14   | Cagliari   | 7         |
| Udinese    | 13   | Como       | 6         |
| Como       | 11   | Bologna    | 5         |

#### Primati stagionali
Record
- Maggior numero di vittorie: Juventus (19)
- Minor numero di sconfitte: Fiorentina (2)
- Miglior attacco: Juventus (48)
- Miglior difesa: Juventus (14)
- Miglior differenza reti: Juventus (+34)
- Maggior numero di pareggi: Napoli (15)
- Minor numero di pareggi: Juventus, Roma e Udinese (8)
- Minor numero di vittorie: Como (3)
- Maggior numero di sconfitte: Como (16)
- Peggiore attacco: Como (18 reti fatte)
- Peggior difesa: Como (42 reti subite)
- Peggior differenza reti: Como (-24)
- Miglior sequenza di partite utili: Fiorentina (22, dalla 9ª alla 30ª giornata)
- Partita con più reti: Juventus-Cesena 6-1 (1ª giornata)

### Individuali

#### Classifica marcatori
Nel corso del campionato furono segnate complessivamente 474 reti (di cui 22 su autorete e 40 su calcio di rigore) da 142 diversi giocatori, per una media di 1,97 gol a partita. Di seguito la classifica dei marcatori.
| Gol | Rigori |  | Giocatore                | Squadra    |
| --- | ------ |  | ------------------------ | ---------- |
| 15  | 3      |  | Roberto Pruzzo           | Roma       |
| 12  | 3      |  | Edi Bivi                 | Catanzaro  |
| 11  |        |  | Claudio Pellegrini (III) | Napoli     |
| 9   |        |  | Roberto Mancini          | Bologna    |
| 9   |        |  | Luigi Piras              | Cagliari   |
| 9   |        |  | Oliviero Garlini         | Cesena     |
| 9   |        |  | Walter Schachner         | Cesena     |
| 9   | 1      |  | Daniel Bertoni           | Fiorentina |
| 9   |        |  | Francesco Graziani       | Fiorentina |
| 9   |        |  | Alessandro Altobelli     | Inter      |
| 9   | 7      |  | Evaristo Beccalossi      | Inter      |
| 9   | 1      |  | Pietro Paolo Virdis      | Juventus   |

### Media spettatori
Media spettatori della Serie A 1981-82: 31 941.
| Club       | Pos. | Media  |
| ---------- | ---- | ------ |
| Napoli     | 1    | 58.267 |
| Fiorentina | 2    | 47.660 |
| Milan      | 3    | 45.781 |
| Roma       | 4    | 45.289 |
| Inter      | 5    | 43.970 |
| Juventus   | 6    | 37.500 |
| Genoa      | 7    | 34.767 |
| Udinese    | 8    | 31.838 |
| Cagliari   | 9    | 26.425 |
| Bologna    | 10   | 25.917 |
| Torino     | 11   | 24.105 |
| Avellino   | 12   | 23.303 |
| Cesena     | 13   | 20.222 |
| Ascoli     | 14   | 17.506 |
| Catanzaro  | 15   | 16.123 |
| Como       | 16   | 12.301 |

## Note

Il catanzarese Celestini ferma col braccio, a porta sguarnita, il pallone calciato dallo juventino Fanna al 75' della gara del 16 maggio 1982: il fallo decretò il rigore-scudetto di Brady.